# 히다마리 스케치
《히다마리 스케치》(ひだまりスケッチ)는 아오키 우메(蒼樹 うめ)의 4컷 만화이다. 호분샤의 월간 4컷 만화잡지 《망가타임 키라라 Carat》에서 2004년 4월호부터 연재중이다. 2012년 기준으로 만화 단행본은 6권까지 발매되었다. 소설이나 타 작가에 의한 앤솔러지 코믹이 발매되었다. TV판 애니메이션은 2007년에 1기, 2008년에 2기인 히다마리 스케치x365, 2010년에는 3기인 히다마리 스케치x☆☆☆(호시미츠)가 방송되었다. 2012년 4분기에는 4기가 방송되었다. 대한민국에서는 애니플러스에서 방송 중이다. 거기에 인터넷 라디오, 드라마 CD, 게임, 음반 등의 관련작품도 있다. 일본에서의 약칭은 히다마리.

## 개요
기본적으로 1화 완결의 4컷 만화이다.
동경하던 야마부키 고교(やまぶき高校) 미술부에 합격한 '유노'. 집에서 멀기 때문에 학교 근처에 있는 아파트 '히다마리장'에 살게 되었다. 옆 방에 사는 동급생 '미야코', 아래층에 사는 상급생 '히로'나 '사에', 그리고 신입생 '노리'와 '나즈나'와 함께 6명이 보내는 즐겁고 떠들썩한 나날을 그린다.
계절이나 시기는 특별히 연재시기에 맞추거나 하지는 않는 등 정해져 있지 않다. 그러나 연재가 계속되는 것에 따라 조금씩 전체의 시간이 경과해 나가는 구성(등장 인물이 진급이나 졸업을 의식하기 시작하는 등)으로 되어있다.
이 작품은 《망가타임 키라라 Carat》 2004년 12월호에서 2009년 1월호까지 연속으로 표지를 장식하는 등, 이 잡지의 간판격인 작품이다. 2009년 2월호, 2009년 3월호에서는 같은 잡지의 타 작품이 표지를 장식하게 되었지만 2009년 4월호에서 다시 본작이 표지를 장식했다. 그 이후에는 《GA 예술과 아트디자인 클래스》와 번갈아 가면서 표지를 장식하고 있다. 또, 증간 《망가타임 키라라 MAX》 VOL.1(창간호)에도 게스트 게재되었다.
2007년부터 TV 애니메이션화되어 거기에 맞춰 인터넷 라디오, 소설, 음악, 드라마 CD, 게임 등의 미디어로 제작되었다(자세한 것은 후술). 텔레비전 애니메이션은 제4기 시리즈까지 방영되었다. 덧붙여 본작은 《망가타임 키라라 carat》연재 작품(및 《망가타임 키라라》계열의 작품)들 중 처음으로 애니메이션화 된 작품이다.

## 등장인물

### 히다마리장 거주민
유노(ゆの)
성우 - 아스미 카나
작품의 주인공. 히다마리장 201호실에 거주. 작품 초기에는 야마부키 고교 미술과 1학년 A반이었으며, 2학년으로 진급한 후로는 2학년 A반에 속해 있다. 야마나시현 출신. 생일은 5월 5일.혈액형은 O형. 키 144cm, 구두의 사이즈가 21.5cm로 연령에 비해 작은 몸집. 히다마리장의 거주자 중에서 가장 키가 작다. 좌우에 끼고 있는 검은 'X'자 형태의 머리핀이 트레이드 마크. 외동딸. 미야코에게서는 '유노치(ゆのっち)'라고 불린다.
솔직하고 상냥하며, 무슨 일에도 열심히 임한다. 귀여운 것에 사족을 못 쓴다. 천진난만하고 순진하면서도 세상 물정에 어두운 면이 있어서, 어떤 현상이나 사물에 대해 보통과는 다른 의미로 착각하는 일이 종종 있다. 평상시는 너그러운 성격이지만, 달걀 후라이는 반숙 밖에 인정하지 않는 등 , 사소한 것에 양보하지 않는 일면도 있다. 특히 자고 일어난 직후나 술에 취하는 등의 인사불성 상태에서는 자신이 평소에 생각하고 있던 불평불만을 말하고 보는 인격으로 바뀐다.
애니메이션의 후반부에서 볼 수 있는 목욕 장면에서는 그 날 그 날의 기분에 맞춰 입욕제를 넣고 목욕을 한다.
언제 어디서나 잘 수 있는 타입으로, 특히 피곤하다고 느끼면 수영장이든 어디든 곧바로 자 버린다.
운동은 전반적으로 서투르고, 특히 수영은 맥주병(본인은 소주병이라고 말함)임을 스스로 인정할 정도. 거기에 PC나 인터넷 관련의 일에도 서투른것 같다.
음치지만 본인은 그것을 모르는 듯. 또, 어째서인지 잡지의 응모자 전원 당첨 서비스에 당첨되지 못한 적이 있을 만큼 뽑기 운이 없다고 한다.
미야코(宮子)
성우 - 미즈하시 카오리
히다마리장 202호실의 거주자. 야마부키 고교 미술과 1학년 A반이었으며, 현재는 2학년 A반이다. 후쿠오카현 출신. 생일은 10월 10일. 혈액형은 B형. 키 165cm. 정원사를 하고 있는 오빠가 있다. 애칭은 '미야쨩(宮ちゃん)'. 마스코트는 고양이 발자국.
건강하고 기운 넘치는 천진난만한 소녀로, 매번 폭주한다. 트러블 메이커로 '입은 재앙의 원흉'이라는 말대로 선배인 온화한 성격의 히로나 사에도 화나게 하는 사고뭉치. 손윗사람인 요시노야 선생님에 대해서도 경어를 사용하는 경우가 적다.
집이 궁핍하기 때문인지 기회가 있으면 선배인 히로나 사에 뿐만이 아니라 동급생의 음식을 얻어먹으려 한다. 음식의 화제에 대해서 매우 민감하고 아무리 멀리 있어도 우연히 들을 수 있다. 또 배꼽시계의 오차도 1분 이내라고 한다.
때때로 타인의 방을 당당히 뒤적일 때가 있어, (무의식적으로 이런 행동을 할 때도 있다) 그 결과 본인 외에는 몰라야 할 것까지 알아내거나 하는 일도 종종 있다.
의외로 성적이 우수하고, 입학 시험 당일은 심한 감기에 걸려 있었음에도 불구하고 야마부키 고등학교에는 추천 입학시험으로 합격했다. 약간 보통 사람과는 다른 예술적, 스포츠적 재능을 가지고 있어 작중에서도 그 재능을 발휘한 씬이 여기저기에 보인다. 거기에 그녀가 자라온 내력을 봐도 바다에서 조난을 당해 대해원에 내던져지거나 북극성을 길잡이삼아 여행을 한 경험을 가졌다는 등, 탁월한 재능의 소유자임과 더불어 매우 수수께끼가 많은 인물이기도 하다. 그러나, 정작 자신은 매우 평범한 사람이라고 생각하는 것 같다. 전술한 대로, 다양한 경험을 했기 때문인지 직접 전갱이를 건어물로 만들 수 있는 등 생활력이 있다.
휴대 전화는 가지고 있지 않다.
히로(ヒロ)
성우 - 고토 유코
히다마리장 101호실의 거주자. 야마부키 미술과 1학년 A반→2학년 A반이었으며, 지금은 3학년 A반. 야마가타현 출신. 생일은 6월 15일.혈액형은 A형. 왼손잡이. 키 155cm. 머리카락은 세세하게 물결치는 곱슬머리. 평상시는 이 머리를 머리의 좌우로 2개의 경단 모양으로 만들어 놓고 있지만, 습기가 많은 날에 머리카락이 제멋대로 뻗어 버리는 것이 고민.
사에와는 서로를 믿고 신뢰하는 관계. 자애로운 성격으로 분별없이 화내지 않지만, 화내면 무섭다. 요리에 자신있어하며, 사에가 원고 마감 직전을 맞아 바빠질 때는 식사를 만드는 등 현모양처로서의 일면이 있다. 단 것을 좋아하고 특히 케이크를 좋아하지만 칼로리 과다섭취를 신경쓰고 있어 항상 다이어트를 시도하고 있다.
겁이 많고 오컬트를 잘 믿는 부분이 있어, 원작이나 소설판등에서 그러한 묘사가 이루어졌다.
원작 및 애니메이션 제 2기에 1학년때는 203호실에 머물렀다는 내용이 있다. 또한 원작에서는, 유노와 미야코의 환영회때, 미성년이면서 모두에게 술을 먹인 적이 있다(이 에피소드를 기본으로 한 애니메이션 제2기 제7화에서는 다른 내용으로 교체되었다).
사에(沙英)
성우 - 신타니 료코
히다마리장 102호실의 거주자. 야마부키 미술과 1학년 A반→2학년 A반→3학년 A반. 생일은 11월 3일. 혈액형은 AB형. 키 167cm의 슬림한 체형으로, 자신의 가슴이 작은 것에 대해 고민중. 시력이 나빠 안경을 쓰고 있다. 여동생이 있다. 히로와는 서로의 장점도 단점도 잘 알고 있는 절친한 친구사이.
고교생이지만 단행본도 1권 낸 적이 있는 프로 소설가이기도 해서, '월간 키라라'라는 잡지에 타치바나 아야(橘文)라는 펜 네임으로 연재를 하고 있다. 미술부에 다니는 것은 자신의 소설의 삽화도 스스로 그리고 싶기 때문이라고. 운동을 잘 하며, 여기에 대해 자신있어한다. 특히 테니스는 남자에게도 지지 않는 솜씨.
정직한 사람이며 거짓말하는 것은 서투르기 때문에, 이야기를 얼버무리려고 해도 곧바로 표정이나 태도에 나타나 버린다.
연애에 관련된 화제에 약하다. 그러나 연애 소설을 쓰고 있다는 긍지 때문인지 연애의 경험에 관하여 질문을 받으면, 무심코 허세를 부리고 마는 경우가 많다.
1학년때에 유행성 이하선염에 걸려 운동회를 결석한 적이 있다.
노리(乃莉)
성우 : 하라다 히토미
히다마리장 103호실의 거주자. 칸사이 출신.야마부키 고교 미술과 1년 A반. 유노와 미야코가 2학년으로 진급한 신학기(2008년 8월호)에 히다마리장에 입주해 왔다. 유노에게는 후배에 해당. 미야코에게서는 '노리뻬(乃莉っぺ)' 또는 '노리스케(乃莉スケ)'라고 불리고 있다.
사물을 분명히 말하는 성격으로, 상대에 대한 사양이나 배려가 적은 느낌도 있다. 트러블 메이커의 미야코만큼은 아니기는 하지만, 그녀의 언동으로 히다마리장의 거주자가 곤혹스러워하는 경우도 많다. 또, 유노나 미야코를 상대로 말이 전해지지 않거나 곡해되는 부분도 많다.
PC를 소지하고 있어, 그녀가 이사오면서 히다마리장에 인터넷 회선이 설치되었다.
나즈나(なずな)
성우 : 오미카와 치아키
히다마리장 203호실의 거주자. 야마부키 고교 보통과 1학년. 노리와 같은 시기에 히다마리장에 입주. 히다마리장 사상 최초의 보통과 학생이다.
원래 야마부키 고등학교의 부근에 살고 있었지만, 부모의 전근으로 히다마리장에 입주했다.
선명한 쌍꺼풀의 소유자.
풍기는 분위기가 도저히 그냥 놔둘 수 없다는 분위기, 즉 보호본능을 자극하는 스타일이라서 주변 사람들로부터 도움을 많이 받고 있다. 문제는 특히 남자에게 도움을 많이 받는 게 화근이 되어 동성 친구들의 질투를 사는 경우가 많아 교우관계는 순탄하지만은 못한 듯 하다.

### 야마부키 고교 교직원
요시노야 선생님(吉野屋)
성우 - 마츠키 미유
야마부키 고등학교에서 미술수업을 담당하는 여교사. 키 158cm. 유노와 미야코가 1학년일 때부터 그녀들의 담임 선생님을 맡고 있으며, 그 전에는 히로와 사에가 있는 반의 담임이었다. 야마부키 고등학교의 졸업생들의 대선배에 해당된다. 연령은 미상(본인 왈 '영원한 17세'). 히다마리장의 근처에서 부모님과 함께 살고 있다. 머리카락은 모스 그린색 긴 머리를 노란색 리본으로 정리하고 있고, 눈동자도 모스 그린색.
프릴 등이 붙은 팔랑팔랑 한 옷, 또는 노출도가 높은 옷을 좋아한다. 코스프레를 자주 하고 있으며(본인은 코스프레가 아니라고 하지만), 거기에 필요한 의상은 모두 스스로 만들고 있다. 연하장이나 여름 안부 편지 등은, 졸업생 · 재학생을 불문하고 자신이 담당했던 학생 전원에게 보내고 있다. 내용은 요시노야 자신의 코스프레 사진이 중심이며, 각 연하장마다 의상이나 포즈나 배경등이 각각 다르게 되어 있는 등 매우 열정적으로 만들어져 있다.
차분한 분위기이지만 어린아이같은 성격으로, 실수나 폭주를 하고는 교장선생님에게 잡혀 설교를 듣는 것이 일상. 그럼에도 유노나 사에가 그린 그림을 칭찬하거나 숙제 제출의 연기를 신청했을 때에는 곤란해 하면서 허락하지 않는 등 꼭 필요할 때는 교사로서의 바람직한 모습도 보이고 있어 평상시 애를 먹고 있는 교장도 미술을 향한 그녀의 태도나 학생을 대할 때의 진지한 태도에 관해서는 높게 평가하고 있다(애니메이션 2기 9화부터).
또, 도저히 교사의 발언라고는 생각하기 힘든 꽤 아슬아슬한 성희롱적 발언을 하기도 하지만, 단행본 3권 및 애니메이션 2기에서의 발언으로는 남성 경험은 없는 모양.
사에에게는 '요시(よっしー)'라고 불리고 있다.
단행본의 표지 뒤에서는 요시노야 주역의 일러스트나 단편 만화가 그려져 있는 경우가 많다.
교장 선생님(交長先生)
성우 - -쵸-(나가시마 유이치)
야마부키 고등학교의 교장. 본명 불명. 머리가 수직으로 매우 길고, 대머리이다. 항상 온 몸을 조금씩 떨고 있다. 거주지는 정확하지 않으나 활동 범위는 주로 학교 부근. 애니메이션에서는 경이적인 운동 능력을 발휘해, 주위를 놀래켰다.
요시노야 선생님의 천적으로 잘못된 행위를 막아주는 유노와 미야코, 더 나아가 미술부 학생들의 구세주이다.
이름은 아직 공개되지 않았다.
쿠와하라 선생님(桑原先生)
성우 - 스즈키 나오코(5화) 키가와 에리코(특별판 2화, ×365) 쿠와타니 나츠코(×☆☆☆)
야마부키 고등학교의 양호교사. 작중에서는 요시노야를 돌보는 모습이 많다. 원작에서는 2권 이후, 애니메이션 1기로는 5화와 특별편 2화에 등장. 애니메이션 2기에서는 요시노야 관련으로 가끔 등장, 요시노야가 벌여놓은 일에 휘말려 이리저리 끌려다니는 일도 자주 있다.
마시코 선생님(益子先生)
성우 - 테라시마 타쿠마
미술과 2학년 B반의 담임으로 안경을 쓴 남성 교사. 요시노야와 같은 미술 교사로, 시간을 정확히 지키는 성격.
원작 3권의 학내 콩쿠르회에서 첫 등장. 4권 발간 시점에서 작중 유일하게 이름이 있는 남성 캐릭터이다. 요시노야에게는 그녀와 공동으로 써야 할 미술준비실에 그의 자리가 의자 하나만 준비되어 있는 등 형편없는 대접을 받고 있다.
이케자와 선생님(池澤先生)
2학에 진급한 유노네 반의 선택 수업인 평면 담당의 안경을 쓴 여성 교사.
첫 누드 뎃셍을 체험한 유노를 보고 걱정하거나 의문을 가지거나 학생들이 대화하는 모습을 보고 '젊음이란 좋구나'라고 부러워하기도 한다.

### 그 외의 등장인물
집주인 언니(大家さん)
성우 - 사와시로 미유키
히다마리장의 주인. 본명 불명. 히다마리장으로부터 도보 20분 정도 떨어진 집에 살고 있다. 대담한 성격의 젊은 여성. 낮부터 술을 마시고 있는 경우가 많고 애연가이다. 애니메이션 2기에서는 몇번이나 금연하려고 하지만 결국 그만두지 못하는 모습이 그려져 있다.
히다마리장을 리폼할 때 예산이 부족했기 때문에 부족한 부분은 스스로 손을 볼 정도의 행동력이 있지만, 아마추어일 뿐이다.
빚이 있는 듯, 주인으로서의 본업 이외에 광고지 배부나 부동산 물건의 촬영 등 다양한 아르바이트를 하는 모습이 그려져 있다.
야마부키 고등학교의 학생을 맡고 있어서인지 애니메이션이나 소설판에서는 요시노야나 교장과도 안면이 있는 모양.
미사토(みさと)
성우 - 코시미즈 아미
과거 히다마리장에 살던 사에나 히로의 선배로, 유노가 거주한 201호실에 살고 있었다. 애니메이션 2기에 처음으로 모습을 보였다. 히다마리장을 나올 때에 문패를 가져가는 것을 잊어 유노가 이사왔을 때까지 그녀의 이름이 쓰인 문패가 그대로 남아 있었다.
손재주가 있는 장난꾸러기였던 것 같고, 히다마리장이나 야마부키 고등학교에 함정 장치를 만들었다가 주인에게 혼나거나 학교측에서 문제가 되었던 듯.
유노의 아버지
성우 - 미즈시마 타카히로
유노의 부친. 이름은 불명. 이전 회상 신에서 종종 등장했었지만 원작 3권 이후 정식으로 등장. 애니메이션에서는 2기 1화와 10화에 등장. 요코하마에 갔다 오는 길에 유노의 집에 들르러 왔다.
외동딸인 유노를 매우 아끼는 인물로, 일단 겉으로는 부친으로서 의연한 태도를 보이려고 하지만 타인이 보면 속이 다 드러나는 모습을 보이는 경우가 많다. 또, 딸의 연애 관계에 민감하여 처음 만난 사에를 유노에게 달라붙는 남자로 착각하고 고함친 적도 있다.
유노의 어머니
성우 - 네야 미치코
유노의 모친. 원작 1화에 등장, 시험중인 유노를 교문앞에서 하루종일 지켜보고 있었다.
그 후 유노의 회상 씬 이외의 등장이 없었으나 3권에서 부친과 함께 히다마리장에 왔다. 부친과는 달리 딸의 연애에 대해서는 비교적 관대하다.
덧붙여서 생년월일은, 복권의 당첨 번호와 같다는 유노의 발언을 보아 1964년 6월 27일로 예상된다(당첨번호 1등 19640627).
나츠메(夏目)
성우 - 후쿠엔 미사토
야마부키 고교 1학년 B반→2학년 B반→3학년 B반. 사에와 얼굴을 맞댈 때마다 달려드는 등 그녀에게 라이벌 의식을 불태우고 있는 것 같지만, 실제로는 곤경에 빠진 그녀를 사에가 도와준 적 이 있어 그 일을 계기로 사실은 그녀와 사이좋게 지내고 싶다고 생각하고 있다. 사에가 히로와 싸웠을 때에 위로해주거나, 사에로부터 샌드위치를 받자 얼굴을 붉히는 등 어느 면에서 보면 츤데레라고 할 수 있는 감정을 가지고 있다.
'타치바나 아야'의 팬으로, 최초로 팬레터를 보낸 인물. 원작에서는 2권 이후, 애니메이션 1기로는 7화와 특별편 2화에 등장. ×365부터는 등장 빈도가 큰 폭으로 증가했다.
자택에서 야마부키 고등학교까지는 자전거와 전철을 이용해야 갈 수 있는 정도의 먼 거리이지만 현재 자택 통학을 하고 있는지는 불명.
마미(真実)
성우 - 사와시로 미유키
유노, 미야코의 동급생으로 원작 2권 이후에 등장. 애니메이션 1기에서 유노의 그림에 그려져 있는 것을 제외하고는 등장이 없음. ×365에서는 곳곳에 등장.
유노나 미야코를 여러 방면으로 도와주기도 한다. 이름은 본지 2008년 4월호(4권수록분)에서 판명.
나카야마(中山)
성우 - 후쿠엔 미사토
유노, 미야코의 동급생으로 원작 2권 이후에 등장. 입가의 점이 특징. 자신의 체중에 대해 신경쓰고 있다.
2학년 강화수업 선택은 유노와 같은 '평면'을 선택했다.
오리베 자매(折部姉妹)
성우 - 히라타 마나(언니), 타카다 하츠미(동생)
히다마리장의 근처에서 미용실 'Olive'를 운영하는 쌍둥이 미인 자매. 거의 동일 인물이라고 말할 수 있을 만큼 꼭 닮아서, 가게를 찾아온 유노는 이들의 모습을 보고 혼란에 빠지기도 했다. 가게 이름 'Olive'는 2명의 성씨에서 따온 것.
아리사와(有沢)
성우 - 나카하라 마이
야마부키 고교 미술과 3학년으로, 유노가 미술실에 두고 온 휴대전화를 주운 여학생. 처음으로 유노와 대면했을 때는 졸업작품 제작중이었다. 친구에게서는 '아리사(ありさ)'라고 불리고 있지만, 성씨를 줄여 만든 별명인지 이름인지는 불명.
고교 졸업 후의 목표 등은 특별히 정해져 있지 않다. 덧붙여 미대에 진학했다.
본편에 등장하는 구 3학년 중에는 유일하게 이름이 있는 캐릭터. 2008년 5월호에서 졸업.
토우도우(藤堂)
성우 - 이노우에 마리나
야마부키 고교 보통과 3학년으로 방송부 부장→OG. 원작 본편에는 등장하지 않고, 《망가타임 키라라 Carat》의 독자 투고 코너 〈야마부키 고교 방송부〉의 안내역 캐릭터이다. 졸업 후에도 계속 코너를 담당.
애니메이션에서는 2기 8화에서 등장하여, 실행위원을 제치고 체육대회의 실황을 담당했다.
요시노야 선생님의 동생
요시노야 선생님과 세 살 차이나는 남동생. 기혼자로 현재는 독립하여 친가에서 떨어져 나와 살고 있다. 누나와는 달리 온화한 성격의 상식인으로, 과거에 누나와 같은 중학교에 입학했다가 '요시노야의 남동생'이라는 이유로 교사들로부터 심하게 경계받은 적도 있던 것 같다. 누나가 정말로 교사인지 의문을 품고 있다.
켄토(健人)
요시노야 선생님의 남동생의 아들로, 요시노야 선생님의 조카에 해당된다. 요시노야 선생님을 '고모'라고 불렀지만, '공주님'이라고 부르도록 주의받았다.

### 애니메이션, 소설판 오리지널 캐릭터
치카(智花)
성우 - 쿠기미야 리에
사에의 2살 연하의 여동생. 애니메이션판의 오리지널 캐릭터로, 1기 12화(최종회)부터 정식으로 등장. 2기로는 5화 등에 등장. 유노와 종종 문자를 주고받는다.
시간상으로서는 '그 후의 이야기'가 되지만 1화에서 유노가 받은 문자나 연하장, 5화의 유노의 꿈이나 사에과 히로의 대화 등 그 존재를 눈치챌만한 복선이 다수 존재했다.
원작에서도 사에는 여동생의 존재를 언급하고 있지만, 이름은 밝혀지지 않았고 실제로 등장한 적도 없다.
리리(リリ)
성우 - 시라이시 료코
유노와 미야코가 입학하기 전에 히다마리장 101호실에 살고 있었던 미사토의 친구. 3기 9화에서 등장했다.
부드럽고 차분한 언행의 소유자이나, 극중 미사토의 대사에 의하면 남자같은 면 또한 갖고 있다.
쇼콜라&쵸코야마(ショコラ&チョコ山)
성우 - 사이토 치와&카미야 히로시
애니메이션판의 유노 일행이 화제로 한 주간 멜로 '멋쟁이 탐정 러블리 초콜릿'의 등장 인물. 애니메이션 특별편 1화 및 2기 8화에 극중의 TV프로그램내에서 등장했지만 각각 파니포니대쉬!의 베호이미, 안녕, 절망선생의 '이토시키 노조무'를 닮았고 쵸코야마는 성우도 같다. (감독은 다른 인물이라고 잡아떼고 있다) 애니메이션 본편에서는 극중의 TV 프로그램 내에서의 등장이었지만, 2기 DVD의 4권한정 생산판 특전 CD 드라마에서는 처음으로 유노 일행과도 얽히게 되었다.
아오무시 군(あおむしくん)
유노의 친가에서 보내준 야채에 붙어 있던 애벌레.
나비가 될 때까지 키워서 1기 6화에서 성충이 되었지만 그 정체는 나방이었다.
유우타(裕太)
소설판 《히다마리장에 어서 오세요》의 오리지널 캐릭터. 유노보다 조금 몸집이 작다. 히다마리장 집주인의 친구의 아이로 부모님이 시골에 법사(法事)에 나가는 동안에 주인에게 맡겨졌지만, 마침 친가에서 도착한 야채를 나눠주러 왔던 유노가 돌보게 되었다.
마에시마(前島)
소설판 《히다마리 School Life》의 오리지널 캐릭터. 여대생. 현대 국어 담당의 교육실습생으로서 야마부키 고등학교에 온다. 요시노야 같이, 야마부키 고등학교의 졸업생(다만 보통과)이며, 유노 일행의 선배에 해당한다. 키가 크다. 요시노야를 존경하고 있다.
우메 선생님(うめ先生)
성우 - 아오키 우메
원작의 좌우 양면 페이지, 애니메이션 본편의 모두나 아이캐치 등에 등장하는, 카멜레온 또는 나비의 번데기 인형과 같은 모습의 캐릭터. 원작자의 자화상이기도 하다. 애니메이션 본편에서는 히다마리장의 지붕 위에 살고 있어 기본적으로 스토리에 관여하지 않지만, 캐릭터송도 냈다.애칭은 우메텐테~(うめてんてー) 또는 우메스(ウメス).
원작의 좌우 양면 페이지에 의하면 작가 아오키 우메와 같이 주성분은 볶음쌀국수로, 키 157cm, 후쿠오카현 출신(3권). 또, 생일도 8월 3일 태어나(작자와 같다) 막내, 쓰리 사이즈는 모두 129.3 cm(4권).
매사추세츠주 공과대학 부속 초등학교 재학력이 있어, 미분과 적분을 마스터 했다. 가라오케에서 우루후루즈의 곡 《갓츠다제!!》(ガッツだぜ!!)를 연속 30회 노래했던 적이 있다든가 없다든가. 하는 등의 설정을 가졌다.

## 만화
호분샤의 망가타임 키라라 Carat!에서 발행되었으며, 1권의 경우 작가의 첫 단행본기도 하다. 대한민국에서는 현재 다음 만화에서 1권을 볼 수 있으며 2009년 11월 11일 대원씨아이에서 정식 한국어판을 출간했다. 역자는 오경화이며, 국판사이즈로 권당 5000원이다.
- 1권
  - 일본 : 2005년 11월 11일, ISBN 4-8322-7549-6
  - 대한민국 : 2009년 11월 11일 ISBN 978-89-252-5290-2
- 2권
  - 일본 : 2006년 12월 31일, ISBN 4-8322-7607-7 (통상판), ISBN 4-8322-7606-9 (한정판)
  - 대한민국 : 2010년 1월 29일 ISBN 978-89-252-5602-3
- 3권
  - 일본 : 2008년 2월 27일, ISBN 4-8322-7681-6
  - 대한민국 : 2010년 2월 26일 ISBN 978-89-252-5716-7
- 4권 -
  - 일본 : 2008년 12월 25일, ISBN 4-8322-7762-6
  - 대한민국 : 2010년 3월 30일 ISBN 978-89-252-5917-8
- 5권
  - 일본 : 2010년 3월 27일, ISBN 4-8322-7897-5
  - 대한민국 : 2010년 12월 28일 ISBN 978-89-252-7264-1
- 6권
  - 일본 : 2011년 8월 27일, ISBN 4-8322-4057-9
  - 대한민국 :2012년 3월 21일, ISBN 978-89-252-9367-7

## TV애니메이션

### 1기 (2007년)

#### 방영 목록
| 화수       | 시간대              | 제목(원제/풀이)                | 제목(원제/풀이)                   |
| ---------- | ------------------- | ------------------------------ | --------------------------------- |
| 1화        | 1월 11일            | 冬のコラ-ジュ                  | 겨울의 콜라쥬                     |
| 2화        | 8월 21일            | ニッポンの夏                   | 일본의 여름                       |
| 3화        | 6월 17일            | またはインド人                 | 또는 인도인                       |
| 4화        | 5월 18일            | 歌うショートケーキ             | 노래하는 쇼트케이크               |
| 5화        | 2월 13일            | こころとからだ                 | 몸과 마음                         |
| 6화        | 7월 14일            | ひんやり まったり              | 서늘하고 진하게                   |
| 7화        | 10월 12일           | 嵐ノ乾燥剤                     | 폭풍의 건조제                     |
| 8화        | 3월 13일            | 3%の希望                       | 3%의 희망                         |
| 9화        | 9월 4일             | 裏新宿の狼                     | 신주쿠 뒷면의 이리                |
| 10화       | 11월 3일            | ゆのさま                       | 유노님                            |
| 11화       | 4월 28일            | ま-るキャベツ                  | 동그란 양배추                     |
| 12화       | 12월 24일 12월 25일 | Christmas Eve サヨナラうめ先生 | 크리스마스 이브 안녕히 우메선생님 |
| 특별편 1화 | 8월 11일            | そして元の位置に戻す           | 그리고 원위치로 돌려놓다.         |
| 특별편 2화 | 11월 27일           | そこに愛はあるのか?            | 그곳에 사랑은 있는가?             |
| OVA        | 3월 31일            | ひだまりでいず                 | 히다마리 데이즈                   |

#### 주제가
여는 곡 《스케치 스위치(スケッチスイッチ 스켓치 스잇치[*])》
노래: 유노, 미야코, 히로, 사에 (아스미 카나, 미즈하시 카오리, 신타니 료코, 고토 유코)
닫는 곡 《싹터라 드라이브(芽生えドライブ 메바에 도라이부[*])》
노래: marble

### 2기 (2008년) - ×365

#### 방영 목록
| 화수       | 시간대                  | 제목(원제/풀이)                     | 제목(원제/풀이)                                |
| ---------- | ----------------------- | ----------------------------------- | ---------------------------------------------- |
| 1화        | 2월 9일~4월 5일         | はじめまして! うめてんてー          | 처음뵙겠습니다! 우메선생님~                    |
| 2화        | 2월 6일                 | サクラサクラ                        | 사쿠라 사쿠라                                  |
| 3화        | 5월 27일                | 狛モンスター                        | 코마몬스터                                     |
| 4화        | 3월 16일~23일 10월 31일 | まろやかツナ風味 ガガガガ           | 순한 참치맛 가가가가                           |
| 5화        | 3월 25일                | おめちか                            | 오메 치카(축하해 치카)                         |
| 6화        | 7월 30일 11월 11일      | さえ太 ヒロえもん                   | 사에타 히로에몽                                |
| 7화        | 4월 7일                 | 入学式と歓迎会                      | 입학식과 환영회                                |
| 8화        | 10월 13일               | お山の大将                          | 산의 대장                                      |
| 9화        | 8월 5일 12월 3일        | ナツヤスメナーイ 裏新宿の狼 Part II | 쉴 수 없는 여름방학 신주쿠 뒷면의 이리 Part II |
| 10화       | 6월 8일                 | まーるニンジン                      | 둥근 당근                                      |
| 11화       | 9월 28일                | パンツの怪                          | 바지의 불가사의                                |
| 12화       | 7월 7일, 8일            | 見ちゃダメ 四人                     | 보면 안 돼 네 사람                             |
| 13화       | 1월 10일                | おかえり…うめ先生                   | 어서와요 우메선생님                            |
| 특별편 1화 | 2월 24일, 25일          | ポラロイドン 忘れないよ             | 폴라로이돈 잊지않아                            |
| 특별편 2화 | 2월 10일,11일           | どこでも自転車 うさぎとかめ         | 어디에서나 자전거 토끼와 거북이                |
| 특별편 2화 | 6월 6일, 7일            | 赤い糸 イミシン                     | 붉은 실 의미심장                               |
| OVA        | 미표기                  | ひだまりでいず×365                  | 히다마리 데이즈 ×365                           |

#### 주제가
여는 곡 《?로 영차!(?でわっしょい)》
노래: 유노, 미야코, 히로, 사에 (아스미 카나, 미즈하시 카오리, 신타니 료코, 고토 유코)
닫는 곡 《유성 레코드(流星レコード)》
노래: marble

### 3기 (2010년) - ×☆☆☆

#### 방영 목록
| 화수 | 시간대                            | 제목(원제/풀이)                   | 제목(원제/풀이)                           |
| ---- | --------------------------------- | --------------------------------- | ----------------------------------------- |
| 1화  | 2월 27일~3월 4일, 4월 1일 4월 3일 | 真っ赤点 ようこそひだまり荘へ     | 낙제점 히다마리장에 어서 오세요           |
| 2화  | 4월 6일, 7일 7월 19일             | イエス ノー オリーブ              | 예스 노 올리브                            |
| 3화  | 4월 8일, 9일 12월 10일            | 決断 カップ小さいですから         | 결단 컵이 작으니까요                      |
| 4화  | 4월 15일                          | 日当たり良好                      | 햇볕은 잘 들어요                          |
| 5화  | 4월 20일 1월 31일                 | オンナノコの気持ち まっすぐな言葉 | 여자애의 마음 꾸밈없는 말                 |
| 6화  | 10월 15일 4월 26일, 27일          | 空の高さも木立の影も 恋愛上級者   | 하늘의 높이도 나무 숲의 그늘도 연애상급자 |
| 7화  | 5월 3일, 4일                      | 7等分の日                         | 7등분의 날                                |
| 8화  | 5월 13일, 14일 9월 26일, 27일     | ゆのクラブ やっぱりナスが好き     | 유노 크랩 역시 가지가 좋아                |
| 9화  | 11월 22일 5월 21일                | 三年生と一年生 泣く女             | 3학년과 1학년 우는 여자                   |
| 10화 | 5월 28일~6월 2일                  | ひだまりパレット                  | 히다마리 팔레트                           |
| 11화 | 6월 5일 2월 16일 3월 7일          | マッチ棒の謎 48.5cm 春            | 성냥개비의 수수께끼 48.5 cm 봄            |
| 12화 | 7월 12일                          | みつぼし×リコピン                 | 별셋×리코펜                               |

#### 주제가
여는 곡 《できるかなって☆☆☆》
노래: 유노, 미야코, 히로, 사에 (아스미 카나, 미즈하시 카오리, 신타니 료코, 고토 유코)
닫는 곡 《さくらさくら咲く ～あの日君を待つ 空と同じで～》
노래: marble

### 4기 (2012년) - ×허니컴

#### 방영 목록
| 화수 | 시간대                               | 제목(원제/풀이)                                         | 제목(원제/풀이)                                                     |
| ---- | ------------------------------------ | ------------------------------------------------------- | ------------------------------------------------------------------- |
| 1화  | 5월 6일 ~ 5월 15일 5월 16일~5월 18일 | 狭い日本 そんなに急いで どこへ行く どこでもでっかいどう | 좁은 일본 그렇게 서둘러서 어딘가로 간다. 어디에서도 커다란 무언가가 |
| 2화  | 5월 18일 ~ 5월 19일, 7일 7월 19일    | 上からゆのさま                                          | 위에서 유노님이                                                     |
| 3화  | 8월 31일 9월 1일                     | 夏休み最後の来訪者 おかしもち                           | 여름방학의 마지막 방문자 떡밥                                       |
| 4화  | 9월 15일                             | 勝利のシャッターチャンス!! 勝つのは宮子だ!!             | 승리의 셔터 찬스!! 승자는 미야코!!                                  |
| 5화  | 9월 17일 ~ 9월 19일 9월 28일         | ナズナゴハン マヨナカノリスケ                           | 나즈나의 밥 한밤중의 노리스케                                       |
| 6화  | 9월 25일 9월 29일~9월 30일           | おしゃべりスケッチ ヒロさん                             | 수다 스케치 히로 씨                                                 |
| 7화  | 10월 5일 ~ 10월 6일 ~ 10월 8일       | パンフコンペッペ ひみつのデート                         | 팜플렛 경연대회 비밀의 데이트                                       |
| 8화  | 10월 11일, 10월 30일 11월 3일        | 恐怖!やまぶき祭 準備編 怪奇!やまぶき祭 当日編           | 공포! 야마부키제 준비편 괴기! 야마부키제 당일편                     |
| 9화  | 11월 10일                            | ほほえみがえし                                          | 미소로 답하기                                                       |
| 10화 | 12월 2일 12월 15일                   | 学べる雪合戦 ひだまり応援団                             | 배워가는 눈싸움 히다마리 응원단                                     |
| 11화 | 12월 22일 12월 21일 ~ 12월 24일      | お姉ちゃんだったのですね うろおぼえうた                 | 언니였던 거네요 희미한 기억의 노래                                  |
| 12화 | 12월 31일 ~ 1월 1일                  | ゆく年くる年                                            | 가는 해 오는 해                                                     |

#### 주제가
여는 곡 《おーぷん☆きゃんばす》(오픈☆캔버스)
노래: 유노, 미야코, 히로, 사에, 노리, 나즈나 (아스미 카나, 미즈하시 카오리, 신타니 료코, 고토 유코, 하라다 히토미, 오미가미 치아키)
닫는 곡 《夢ぐも》(꿈구름)
노래: marble

## 관련 상품

### 서적
- 히다마리 스케치북 비주얼팬북 - 2007년 3월 27일, ISBN 978-4-8322-7623-9
- 히다마리 스케치 앤솔로지 코믹

1. 2007년 2월 27일, ISBN 4-8322-7618-2
2. 2007년 9월 27일, ISBN 4-8322-7655-7
3. 2008년 8월 27일, ISBN 4-8322-7727-8

- 히다마리 스케치 - 어서오세요 히다마리장에 - 2007년 3월 23일, ISBN 978-4-8322-0251-1
- 히다마리 스케치 - 히다마리 School Life - ISBN 978-4-8322-0257-3

### CD
- 싹터라 드라이브 - 2007년 2월 21일 (LACM-4347)
- 스케치 스위치 - 2007년 1월 24일 (LACM-4338)
- ORIGINAL SOUNDTRACK - 2007년 4월 25일 (LACA-5631)
- 히다마리 라디오 특별편 《～いぇすっ！アスミス！！～》 - 2007년 6월 27일 (LACA-5659)
- 캐릭터 미니앨범 《히다캐라(ひだキャラ)》 - 2007년 9월 5일 (LACA-5685)

### DVD

#### 1기
1. 2007년 3월 28일 (ANSB-2551)
2. 2007년 4월 25일 (ANSB-2552)
3. 2007년 5월 23일 (ANSB-2553)
4. 2007년 6월 27일 (ANSB-2554)
5. 2007년 7월 25일 (ANSB-2555)
6. 2007년 8월 22일 (ANSB-2556)

- 특별편 2007년 10월 24일 (ANZB-2557)
- OVA 2008년 6월 4일 (ANZB-3190)

#### 2기
1. 2008년 9월 24일
2. 2008년 10월 22일
3. 2008년 11월 26일
4. 2008년 12월 17일
5. 2009년 1월 28일
6. 2009년 2월 25일
7. 2009년 3월 25일

- 특별편 2009년 10월 29일
- OVA 2009년 12월 21일

### 게임
- 히다마리 스케치 어디서든 주사위 x365 (닌텐도 DS)

## 같이 보기
- 스케치북 ~full color'S~ (TV Tokyo·TXN 계열)
- GA 예술과 아트디자인 클래스 (닛폰 TV·NNN 계열)
- 마법소녀 마도카☆마기카
- TBS 계열 애니메이션